# إدوارد هيوز تومسون
إدوارد هيوز تومسون (بالإنجليزية: Edward Hughes Thompson)‏ هو محامي وسياسي أمريكي، ولد في 15 يونيو 1810 في المملكة المتحدة، وتوفي في 2 فبراير 1886 في فلينت في الولايات المتحدة. انتخب عضو مجلس ولاية ميشيغان وانتخب عضو مجلس نواب ميشيغان ‏.